# 石錘

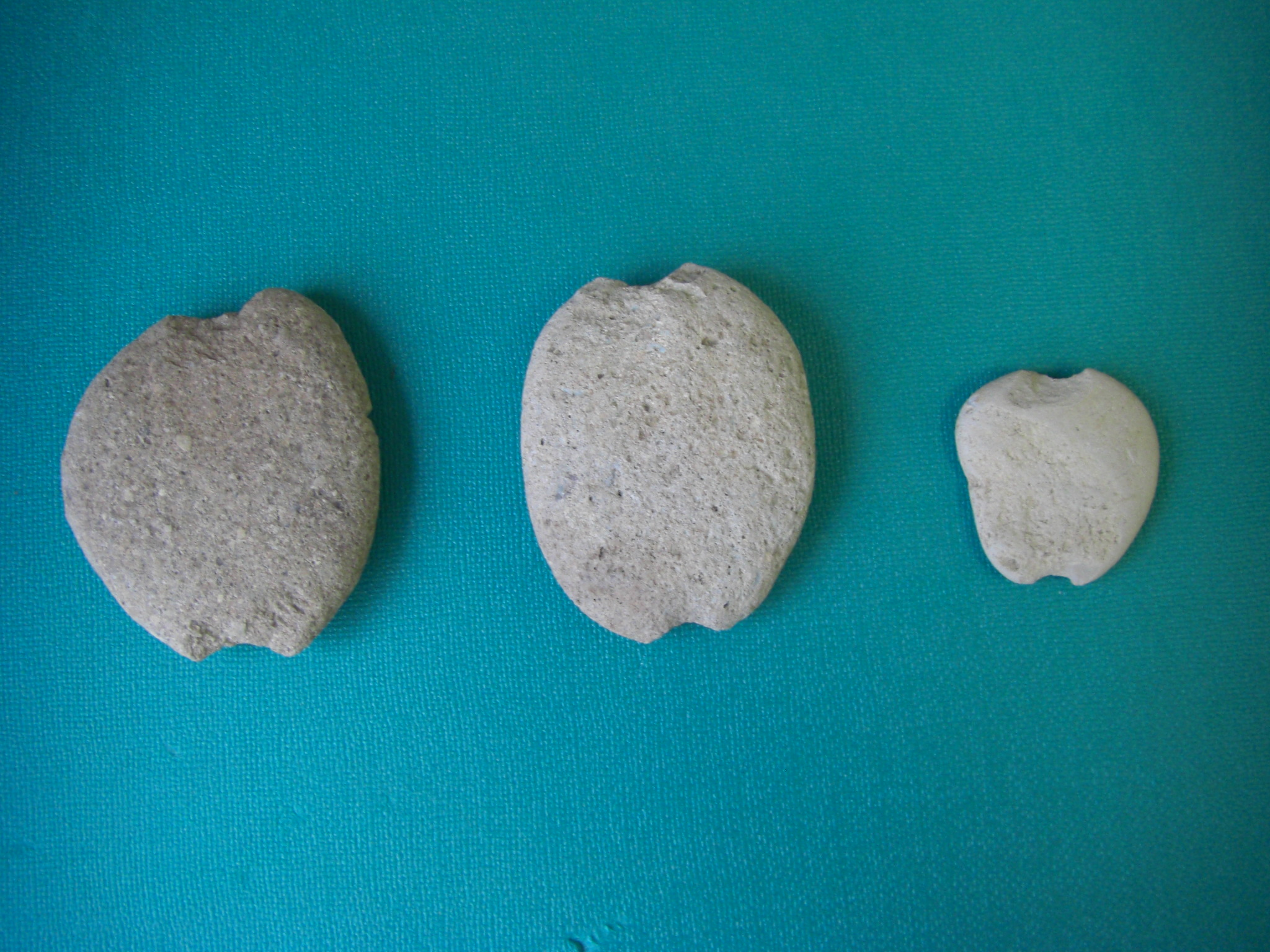
石錘。上部と下部の凹部に紐を掛けたと考えられている。

石錘（せきすい）は、漁具として用いられた石器の一種。平たい石の両方端に紐掛部として凹部を作り出す。

## 概要
石材の凹部や溝部に漁網や釣り糸を結びつけ、錘（おもり）として網漁に使用した。漁具としての錘は石材以外の材質のものとして土錘（土器片錘）、貝錘が存在する。なお、石錘と併用された魚網は主に植物繊維が用いられていたと考えられており、遺跡から出土することはまれである。同音の石錐（せきすい）は石の「錐（きり）」であり、使用、製作法ともに異なる。
台湾原住民は網のおもりとしてこの種のものを使っていた。
打欠石錘には、莚などの編物を製作する際の錘（編物石）として使用したとする異説も存在する。

## 日本列島の石錘
日本列島において漁労に使用されたおもりは年代によって材質、形態が変わっている。縄文時代には土器の破片を利用した土器片錘が現れ、次に河原石を利用した切目がある石錘や溝がある土錘に変わっていく。さらに、溝がある石錘などが現れ、弥生時代には大陸から伝来した管状土錘が主体を占めるようになる。骨角器としてシカの角から作られた鹿角錘もあった。

### 縄文時代の石錘
縄文時代には漁具として刺突具や釣針、石錘が出土し、魚類の動物遺体も出土している。石錘を用いた網漁は曳網や刺網、投網など多様な形態が想定されているが、縄文時代の各種石錘との関係は不明な点が多い。
縄文時代の石錘は凹部を打ち欠いたものが打欠石錘、擦り切ったものを切目石錘と称され、両者が大半を占める。少数ではあるが、擦切技法により一文字や十文字に溝をつけたものを有溝石錘も存在する。打欠石錘は「礫石錘」とも称されるが、切目石錘と対比する用語としては不適切とする説もある。
打欠石錘は切目石錘に対して大型のものが多いが、100グラムを超える石錘は漁網錘であるのかには議論が存在する。
縄文時代の石錘は各地に分布しているが、形態・重量分布は時代・地域によって多様性が見られ、使用方法もさまざまであったと考えられている。魚網が遺存しにくいため魚網の装着状態は不明であるが、縄文時代の石錘は部位により摩耗状態が異なる箇所が見られる。これを糸巻きの帯状痕跡とする説があるが、一方で東北地方では秋田県横手市に所在する八木遺跡から出土した縄文後期の石錘にはアスファルトの付着したものが多数見られ、アスファルトを用いた装着事例があったと考えられている。
石錘に使用される石材は遺跡周辺から採取可能な礫であることが多いが、奈良県奈良市の大川遺跡や紀ノ川上流の奈良県川上村に所在する宮の平遺跡など、異なる水系の遠方から採集される石材を用いている例も見られる。
日本列島における最古の石錘は、2002年時点で若狭湾に面する福井県若狭町の鳥浜貝塚から出土した縄文草創期の打欠石錘とされる。

### 弥生・古墳時代の石錘
弥生から古墳時代の石錘は九州型土錘・中部型土錘・有溝土錘・小型土錘など地域的なバリエーションを持つ。
九州型の素材は軟質の軽石などで、これを長卵形・分銅形に整形した上で短軸方向に1 - 3箇所の穿孔を施し、さらに一方の端に施溝する。大きさは10グラム以下から500グラム近いものまで多様。九州型は弥生時代からの系統に属し、古墳時代中期まで存続する。古墳時代には博多湾沿岸の福岡県福岡市早良区に所在する西新町遺跡などから出土しているが、九州から離れた若狭湾沿岸の福井県・岡津遺跡からも出土していることから日本海ルートを通じて波及していたとも考えられている。
中部型は硬質の安山岩などを素材とし、形状は有頭の卵形。大きさは500グラム以上が通常の大型で、2キログラムに達するものもある。棒状石錘、有頭石錘とも呼称される。
有溝石錘は周囲に浅い溝が巡らせられたもので、瀬戸内型土錘とも呼称される。小型石錘は両端に突起をもつタイプの石錘。九州北部では滑石製の小型石錘が分布している。